# Chloridolum taiwanum
Chloridolum taiwanum là một loài bọ cánh cứng trong họ Cerambycidae.